# Stasera Italia - Estate
Stasera Italia - Estate è stato un programma televisivo italiano di genere talk show, politico e rotocalco, spin-off estivo di Stasera Italia, andato in onda su Rete 4 e in simulcast su TGcom24 dal 20 agosto 2018 al 7 settembre 2019 tutti i giorni in access prime time (ad eccezione della prima edizione, in cui era stato trasmesso solo dal lunedì al venerdì). Dal 20 al 31 agosto 2018 era stato condotto da Francesco Vecchi, affiancato da Manuela Boselli dal 20 al 24 agosto e da Francesca Romanelli dal 27 al 31 agosto, mentre dal 17 giugno al 7 settembre 2019 la conduzione era passata a Giuseppe Brindisi e Veronica Gentili. Il programma ha avuto due edizioni e veniva trasmesso in diretta nel periodo estivo dallo studio 4 del Centro di produzione Mediaset di Cologno Monzese (nella prima edizione) e dallo studio 1 del Centro Safa Palatino di Roma (nella seconda edizione).

## Il programma
Il programma è nato come spin-off del format originale, e riproposto in versione estiva per due edizioni. Il format nel 2018 e nel 2019 era realizzato dal TG4, mentre nel 2019 era realizzato dalla testata giornalistica italiana Videonews, pertanto era rimasto uguale a quello di Stasera Italia trattando argomenti di approfondimento più ragionato e accurato della situazione politica, economica e sociale italiana, il tutto, con l'ausilio di servizi e la presenza di ospiti in studio e in collegamento, pronti ad intervenire sulle varie tematiche.

### Studi televisivi
| Studio televisivo                                             | Edizioni | Edizioni | Totale |
| Studio televisivo                                             | 1ª       | 2ª       | Totale |
| ------------------------------------------------------------- | -------- | -------- | ------ |
| Studio 4 del Centro di produzione Mediaset di Cologno Monzese |          |          | 1      |
| Studio 1 del Centro Safa Palatino, Roma                       |          |          | 1      |

## Edizioni
| Edizione | Anno | Conduzione        | Conduzione          | Periodo        | Periodo          | Puntate    | Puntate  | Regia         | Studio                                                        |
| Edizione | Anno | Conduzione        | Conduzione          | Inizio         | Fine             | Quotidiane | Speciali | Regia         | Studio                                                        |
| -------- | ---- | ----------------- | ------------------- | -------------- | ---------------- | ---------- | -------- | ------------- | ------------------------------------------------------------- |
| 1ª       | 2018 | Francesco Vecchi  | Francesco Vecchi    | 20 agosto 2018 | 31 agosto 2018   | 10         | –        | Donato Pisani | Studio 4 del Centro di produzione Mediaset di Cologno Monzese |
| 1ª       | 2018 | Manuela Boselli   | Francesca Romanelli | 20 agosto 2018 | 31 agosto 2018   | 10         | –        | Donato Pisani | Studio 4 del Centro di produzione Mediaset di Cologno Monzese |
| 2ª       | 2019 | Giuseppe Brindisi | Veronica Gentili    | 17 giugno 2019 | 7 settembre 2019 | 71         | 8        | Donato Pisani | Studio 1 del Centro Safa Palatino, Roma                       |

### Prima edizione (2018)
La prima edizione di Stasera Italia - Estate, con la conduzione di Francesco Vecchi, affiancato da Manuela Boselli (dal 20 al 24 agosto 2018) e da Francesca Romanelli (dal 27 al 31 agosto 2018), è andata in onda dal 20 al 31 agosto 2018, dal lunedì al venerdì nella fascia dell'access prime time dalle 20:30 alle 21:25, in diretta dallo studio 4 del Centro di produzione Mediaset di Cologno Monzese.

### Seconda edizione (2019)
La seconda edizione di Stasera Italia - Estate, con la conduzione di Giuseppe Brindisi e Veronica Gentili, è andata in onda dal 17 giugno al 7 settembre 2019, tutti i giorni nella fascia dell'access prime time dalle 20:30 alle 21:25, in diretta dallo studio 1 del Centro Safa Palatino di Roma. L'8, il 12 (con la conduzione di Veronica Gentili), il 20, il 22, il 27 e il 28 agosto 2019 (con la conduzione di Giuseppe Brindisi), in prima serata, sono andate in onda sei puntate speciali dedicate alla crisi di governo. Il 14 agosto, in prima serata, è andata in onda una puntata speciale dedicata al ponte Morandi e condotta da Veronica Gentili. Il 3 settembre, in prima serata, è andata in onda una puntata speciale dedicata alla formazione del governo, intitolate Stasera Italia Speciale e condotte da Giuseppe Brindisi e Veronica Gentili.

## Speciali
| Puntata | Anno | Conduzione        | Conduzione        | Titolo                  | Messa in onda    | Argomenti della puntata           | Orario      | Programmazione | Programmazione | Programmazione | Programmazione | Programmazione | Programmazione | Programmazione | Collocazione | Studio                                  | Ascolti        | Ascolti | Ascolti |
| Puntata | Anno | Conduzione        | Conduzione        | Titolo                  | Messa in onda    | Argomenti della puntata           | Orario      | L              | M              | M              | G              | V              | S              | D              | Collocazione | Studio                                  | Telespettatori | Share   | Fonte   |
| ------- | ---- | ----------------- | ----------------- | ----------------------- | ---------------- | --------------------------------- | ----------- | -------------- | -------------- | -------------- | -------------- | -------------- | -------------- | -------------- | ------------ | --------------------------------------- | -------------- | ------- | ------- |
| 1       | 2019 | Veronica Gentili  | Veronica Gentili  | Stasera Italia Speciale | 8 agosto 2019    | Crisi di governo                  | 21:25-23:00 |                |                |                |                |                |                |                | Prima serata | Studio 1 del Centro Safa Palatino, Roma | 1 064 000      | 6,30%   | [ 1 ]   |
| 2       | 2019 | Veronica Gentili  | Veronica Gentili  | Stasera Italia Speciale | 12 agosto 2019   | Crisi di governo                  | 21:45-23:05 |                |                | 556 000        | 3,50%          | [ 2 ]          |                |                | Prima serata | Studio 1 del Centro Safa Palatino, Roma |                |         |         |
| 3       | 2019 | Veronica Gentili  | Veronica Gentili  | Stasera Italia Speciale | 14 agosto 2019   | Ponte Morandi                     | 21:30-22:55 |                |                | 806 000        | 5,30%          | [ 3 ]          |                |                | Prima serata | Studio 1 del Centro Safa Palatino, Roma |                |         |         |
| 4       | 2019 | Giuseppe Brindisi | Giuseppe Brindisi | Stasera Italia Speciale | 20 agosto 2019   | Crisi di governo                  | 21:30-23:35 |                |                | 744 000        | 4,70%          | [ 4 ]          |                |                | Prima serata | Studio 1 del Centro Safa Palatino, Roma |                |         |         |
| 5       | 2019 | Giuseppe Brindisi | Giuseppe Brindisi | Stasera Italia Speciale | 22 agosto 2019   | Crisi di governo                  | 21:30-22:35 |                |                | 727 000        | 4,10%          | [ 5 ]          |                |                | Prima serata | Studio 1 del Centro Safa Palatino, Roma |                |         |         |
| 6       | 2019 | Giuseppe Brindisi | Giuseppe Brindisi | Stasera Italia Speciale | 27 agosto 2019   | Crisi di governo                  | 21:30-23:35 |                |                | 963 000        | 5,70%          | [ 6 ]          |                |                | Prima serata | Studio 1 del Centro Safa Palatino, Roma |                |         |         |
| 7       | 2019 | Giuseppe Brindisi | Giuseppe Brindisi | Stasera Italia Speciale | 28 agosto 2019   | Crisi di governo                  | 21:30-23:35 |                |                | 786 000        | 4,40%          | [ 7 ]          |                |                | Prima serata | Studio 1 del Centro Safa Palatino, Roma |                |         |         |
| 8       | 2019 | Giuseppe Brindisi | Veronica Gentili  | Stasera Italia Speciale | 3 settembre 2019 | Vigilia di formazione del governo | 21:30-23:35 |                |                | 775 000        | 3,80%          | [ 8 ]          |                |                | Prima serata | Studio 1 del Centro Safa Palatino, Roma |                |         |         |

## Audience
| Edizione | Rete televisiva | Rete televisiva | Anno | Stagione         | Orario      | Durata | Programmazione | Programmazione | Programmazione | Programmazione | Programmazione | Programmazione | Programmazione | Collocazione      | Media auditel  | Media auditel |
| Edizione | Locale          | Simulcast       | Anno | Stagione         | Orario      | Durata | L              | M              | M              | G              | V              | S              | D              | Collocazione      | Telespettatori | Share         |
| -------- | --------------- | --------------- | ---- | ---------------- | ----------- | ------ | -------------- | -------------- | -------------- | -------------- | -------------- | -------------- | -------------- | ----------------- | -------------- | ------------- |
| 1ª       | Rete 4          | TGcom24         | 2018 | estate           | 20:30-21:25 | 55 min |                |                |                |                |                |                |                | Access prime time | 897 000        | 4,70%         |
| 2ª       | Rete 4          | TGcom24         | 2019 | primavera-estate | 20:30-21:25 | 55 min |                |                | 1 297 000      | 5,85%          |                |                |                | Access prime time |                |               |

## Sigla
La sigla utilizzata nella prima edizione è stata Take Flight di Lindsey Stirling. Nella seconda edizione la sigla è stata Day-O (Banana Boat Song) di Harry Belafonte.